# Сидар Сити (Јута)
Сидар Сити (енгл. Cedar City) град је у америчкој савезној држави Јута.

## Демографија
По попису из 2010. године број становника је 28.857, што је 8.33 (40,6%) становника више него 2000. године.
| Група             | 2000.          | 2010.          |
| Белци             | 18.509 (90,2%) | 24.794 (85,9%) |
| Афроамериканци    | 97 (0,5%)      | 195 (0,7%)     |
| Азијати           | 227 (1,1%)     | 268 (0,9%)     |
| Хиспаноамериканци | 850 (4,1%)     | 2.283 (7,9%)   |
| Укупно            | 20.527         | 28.857         |